# Prêmio Ludwig Biermann
O Prêmio Ludwig Biermann (em alemão:  Ludwig-Biermann-Förderpreis) é um prêmio anual concedido pela Astronomische Gesellschaft a um jovem astrônomo de destaque. O prêmio é denominado em memória do astrônomo alemão Ludwig Biermann, concedido a primeira vez em 1989. Os nomeados para o prêmio devem ter idade abaixo de 35 anos. O valor monetário do prêmio é de 2500 €, que destina-se a possibilitar que o laureado faça uma ou mais visitas como pesquisador a um instituto de sua escolha. Normalmente somente um prêmio é concedido por ano, mas em poucos casos dois prêmios são concedidos.

## Recipientes
| Ano  | Recipiente                         |
| ---- | ---------------------------------- |
| 1989 | Norbert Langer                     |
| 1990 | Reinhard W. Hanuschik              |
| 1992 | Joachim Puls                       |
| 1993 | Andreas Burkert                    |
| 1994 | Christoph W. Keller                |
| 1995 | Karl Mannheim                      |
| 1996 | Eva Grebel, Matthias L. Bartelmann |
| 1997 | Ralf Napiwotzki                    |
| 1998 | Ralph Neuhäuser                    |
| 1999 | Markus Kissler-Patig               |
| 2000 | Heino Falcke                       |
| 2001 | Stefanie Komossa                   |
| 2002 | Ralf Klessen                       |
| 2003 | Luis R. Bellot Rubio               |
| 2004 | Falk Herwig                        |
| 2005 | Philipp Richter                    |
| 2006 | No award                           |
| 2007 | Henrik Beuther, Ansgar Reiners     |
| 2008 | Andreas Koch                       |
| 2009 | Anna Frebel, Sonja Schuh           |
| 2010 | Maryam Modjaz                      |
| 2011 | Thorsten Lisker                    |
| 2012 | Cecilia Scannapieco                |
| 2013 | Frank Bigiel                       |
| 2014 | Stephan Geier                      |
| 2015 | Ivan Minchev                       |